# كاترين فرازير
كاترين فرازير هي قاضية ومحامية كندية، ولدت في 4 أغسطس 1947 في كامبلتون ‏ في كندا.